# Monpas
Os monpas (chinês simplificado: 门巴族; chinês tradicional: 門巴族; Pinyin: Ménbà zú; tibetano: མོན་པ།) são um grupo étnico de descendentes de tibetanos no território indiano de Arunachal Pradesh, com uma população de 50.000, concentrada nos distritos de Tawang e Kameng Ocidental. Outros 25.000 podem ser encontrados no distrito de Cuona no Tibet, onde são conhecidos como Menba. Dos 45.000 monpas que vivem em Arunachal Pradesh, uns 20.000 vivem no distrito de Tawang, onde somam por volta de 97% da população, e quase todo o resto pode ser encontrado no distrito de Kameng Ocidental, onde somam por volta de 77% da população. Outro pequeno grupo de monpas pode ser encontrado no distrito de Kameng Oriental e no Butão (2.500).
Eles têm muita afinidade com os sharchops do Butão. A sua língua pertence à família tibeto-birmanesa, mas é significativamente diferente do dialeto tibetano oriental. A sua escrita é a escrita tibetana.
Os monpas são sub-divididos em seis sub-grupos devido às variações na sua língua. São os grupos:
- Tawang Monpa;
- Dirang Monpa;
- Lish Monpa;
- Bhut Monpa;
- Kalaktang Monpa;
- Panchen Monpa.

## Religião
Os monpas são essencialmente seguidores da seita Gelugpa do budismo tibetano, embora alguns membros dos Bhut Monpa sejam seguidores de Bön e do animismo. Em toda a casa, a pequenos altares budistas com estátuas de Buda Gautama dá-se água como oferenda em pequenos copos.
A crença na reencarnação é predominante, pois a sua vida é centrada no monastério de Tawang, no distrito de Tawang, onde muitos dos meninos Monpa unem-se ao monastério e crescem como Lamas budistas.
Os Bhut Monpa têm um estilo de vida caçador-colhedor e têm como ídolo o espírito do tigre, que atormenta qualquer iniciado durante o sono. Também se acredita que o espírito do tigre é a manifestação do espírito ancestral da floresta, que levou um jovem xamã para a floresta para ser iniciado.

## Cultura
Os monpas são conhecidos por esculpir em madeira, pintar ao estilo Thangka, fazer tapetes e tecelagem. Eles manufaturavam papel da árvore sukso, nativa da região. Uma imprensa pode ser encontrada no monastério de Tawang, onde muitos livros religiosos são impressos no papel local e em blocos de madeira, geralmente direcionados a Lamas monpas alfabetizados, que os usam para a sua correspondência pessoal ou na condução de rituais religiosos.
Os festivais monpas principais incluem o Choskar (colheita), o Losar, o Ajilamu e o Torgya. Durante o Losar, eles peregrinam ao monastério de Tawang para rezar pela vinda do Ano Novo tibetano.
Os lamas budistas lêem escrituras religiosas por alguns dias durante o Choskar. O significado desse festival é rezar por um cultivo melhor e proteção dos grãos contra insetos e animais selvagens. A prosperidade dos aldeões também não é excluída.
É uma regra que todos os animais, exceto homens e tigres, podem ser caçados. De acordo com a tradição, só o xamã tem permissão de caçar o tigre em um dia auspicioso, durante o período de iniciação. Após a caça do tigre, o osso maxilar, junto com os dentes, é usado como uma arma mágica. Se acredita que o seu poder permitirá aos tigres que evoquem o poder do espírito do tigre ancestral, que acompanhará e protegerá o menino durante o seu caminho.

## Sociedade
A sociedade tradicional dos Monpa é administrada por um conselho que consiste em seis ministros conhecidos localmente como Trukdri. Os membros desse conselho são conhecidos como Kenpo. Os Lamas também têm uma posição respeitável, que consiste em dois monges conhecidos como Nyetsangs, e dois outros Dzongpon.
O homem é o chefe da família, e é ele quem toma todas as decisões. Na sua ausência, a esposa arca com todas as responsabilidades. Quando um filho nasce, eles não têm uma preferência por menino ou menina. Alguns, entretanto, preferem uma filha, pois continua na casa dos pais ao se casar. O marido é quem muda-se para a casa dos sogros.

## Estilo de vida e vestuário
O vestuário tradicional dos monpas é baseado no Chugpa tibetano, mas casacos de lã e calças compridas também são usados. O homem usa um gorro de feltro com franjas e borlas. As mulheres geralmente vestem uma jaqueta quente e uma camisa que vai até a panturrilha, amarrados na cintura com uma longa e estreita peça de roupa. Ornamentos que incluem anéis prateados e brincos feitos de bambu com pérolas vermelhas ou turquesas também são utilizados.
Devido ao clima frio nos Himalaias, os monpas, como a maior parte das outras tribos budistas, constroem as casas com pedra e madeira, com chão de prancha. O telhado é feito de esteira de bambu, mantendo a casa quente durante a estação de inverno. Plataformas para sentar e lareiras nas salas de estar também são encontradas nas suas casas.

## Economia
Os monpas praticam cultivo itinerante e permanente. Gado que inclui iaques, vacas, porcos e ovelhas e aves são mantidos como animais domésticos, e carne é caçada utilizando métodos primitivos.
Eles cultivam arroz, milho, trigo, cevada, pimenta chilli, abóbora, feijão, tabaco, índigo e algodão.

## História
Lendas, registros cronológicos e arqueológicos evidenciam que os monpas governaram um reino conhecido como Monyul ou Lhomon, que existiu de 500 a.C. a 600 d.C.
Acredita-se que Monyul estendia-se de Tawang até a Bengala Ocidental, Assam, parte de Sikkim e até as planícies Duars no sopé do Himalaia. Após a queda de Monyul, os monpas foram dominados pelo Tibet por muitos anos, embora pequenos governos monpas fossem formados sempre que o domínio tibetano não estivesse muito forte. Um dos restos dos antigos governos monpas é o Forte Dirang, construído por volta do século XI, cujo objetivo era defender-se contra invasões de governos vizinhos.

## Informação adicional
O sexto Dalai Lama, Tsangyang Gyatso, que os tibetanos ainda veneram, apesar do seu desvio comportamental, é Monpa por etnia. Uma tradução dos seus Gurs por K. Dhondup, um falecido estudioso tibetano, é interessante. Talvez o mais famoso Gur, ainda cantado em todo e fora do Tibet, é intitulado "Ó, Garça Branca, forneça-me as suas asas. Eu não vou mais longe que Lithang; e dali retorno".